# مالینوویه اوزرو
مالینوویه اوزرو (انگلیسی: Malinovoye Ozero) یک شهرک در شهرستان میخایلوفسکی سرزمین آلتایی کشور روسیه است.